# Game Related
Game Related — другий студійний альбом американського реп-гурту The Click, виданий 7 листопада 1995 р. на лейблах Jive Records та Sick Wid It Records. Платівка містить продакшн від Кевіна Ґарднера, Майка Мослі, Роджера Трутмена та ін. Альбом посів 3-тє місця чарту Billboard Top R&B/Hip-Hop Albums та 21-ту сходинку чарту Billboard 200. Кожен учасник колективу записав по одній сольній композиції для платівки (E-40 — «World Went Crazy», B-Legit — «We Don't Fuck wit Dat», D-Shot — «Boss Baller», Suga-T — «If I Took Your Boyfriend»).
На пісню «Hurricane» існує відеокліп, у якому знявся Boots Riley з гурту The Coup. Також існує відео на трек «Scandalous». 9 грудня 1995 р. RIAA визнала реліз золотим.

## Список пісень
1. «Wolf Tickets»
2. «Hurricane»
3. «Out My Body»
4. «World Went Crazy»
5. «Actin' Bad»
6. «Get Chopped»
7. «We Don't Fuck wit Dat»
8. «Be About Yo Paper»
9. «Boss Baller»
10. «Scandalous» (з участю Roger Troutman)
11. «Learn About It»
12. «If I Took Your Boyfriend»
13. «Rock Up My Birdie»
14. «Hot Ones Echo thru the Ghetto» (з участю Levitti)

## Семпли
Hurricane
- «Poison» гурту Bell Biv DeVoe

If I Took Your Boyfriend
- «If I Was Your Girlfriend» Prince

Scandalous
- «Computer Love» гурту Zapp

We Don't Fuck wit Dat
- «Boyz-n-the-Hood» Eazy-E

## Чартові позиції
Альбому
| Чарт (1995)               | Найвища позиція |
| ------------------------- | --------------- |
| США                       | 21              |
| US Top R&B/Hip-Hop Albums | 3               |

Синглів
| Назва        | Чарт (1995)                | Найвища позиція |
| ------------ | -------------------------- | --------------- |
| «Hurricane»  | US Billboard Hot 100       | 63              |
| «Hurricane»  | US Hot Dance Singles Sales | 33              |
| «Hurricane»  | US Hot R&B/Hip-Hop Songs   | 31              |
| «Hurricane»  | US Rap Songs               | 4               |
| «Hurricane»  | US Rhythmic Airplay Chart  | 40              |
| Назва        | Чарт (1996)                | Найвища позиція |
| «Scandalous» | US Hot R&B/Hip-Hop Songs   | 49              |
| «Scandalous» | US Rap Songs               | 18              |